# Lee Dixon
Lee Michael Dixon (ur. 17 marca 1964 w Manchesterze) – angielski piłkarz, występował na pozycji obrońcy. Grał przez 14 lat w angielskim klubie Arsenal, dla którego strzelił 27 goli. Po rozegraniu 619 meczów zakończył karierę w wieku 38 lat.